# پیبرباخ
پیبرباخ (به آلمانی: Piberbach) یک منطقهٔ مسکونی در اتریش است که در ناحیه لینتس لند واقع شده‌است. پیبرباخ ۱۷ کیلومتر مربع مساحت دارد ۳۲۰ متر بالاتر از سطح دریا واقع شده‌است.